# Episodi di Gabby Duran Alien Sitter (prima stagione)
La prima stagione di Gabby Duran Alien Sitter è in onda negli Stati Uniti dall'11 ottobre 2019 al 20 marzo 2020 su Disney Channel. In Italia è stata pubblicata il 12 febbraio 2021 su Disney+.
|    | Titolo originale                             | Titolo italiano                             | Prima TV USA     | Pubblicazione Italia |
| -- | -------------------------------------------- | ------------------------------------------- | ---------------- | -------------------- |
| 1  | So Your Gor-Monite Child Is Going to Explode | Il tuo bambino Gor-Monese sta per esplodere | 11 ottobre 2019  | 12 febbraio 2021     |
| 2  | Wesley and the Fischman                      | Wesley e l'alieno Fichman                   | 18 ottobre 2019  | 12 febbraio 2021     |
| 3  | Crybaby Duran                                | Duran la piagnona                           | 25 ottobre 2019  | 12 febbraio 2021     |
| 4  | Crushin' It                                  | La cotta                                    | 1º novembre 2019 | 12 febbraio 2021     |
| 5  | Olivia Gone Wild                             | Olivia diventa selvaggia                    | 15 novembre 2019 | 12 febbraio 2021     |
| 6  | Día de la Dina                               | Il dia della Dina                           | 22 novembre 2019 | 12 febbraio 2021     |
| 7  | The Darkness                                 | L'oscurità                                  | 29 novembre 2019 | 12 febbraio 2021     |
| 8  | It's Christmas, Gabby Duran!                 | È Natale, Gabby Duran!                      | 6 dicembre 2019  | 12 febbraio 2021     |
| 9  | The Party King and Timbuk, Too               | La regina delle feste e Timbuk              | 13 dicembre 2019 | 12 febbraio 2021     |
| 10 | Sky's First Youth Overnight Sleeping Event   | Il primo pigiama party di Sky               | 10 gennaio 2020  | 12 febbraio 2021     |
| 11 | Wesley Jr.                                   | Wesley Jr.                                  | 17 gennaio 2020  | 12 febbraio 2021     |
| 12 | The Note                                     | La nota                                     | 24 gennaio 2020  | 12 febbraio 2021     |
| 13 | Gabby Duran: Genius                          | Gabby Duran: Genio                          | 31 gennaio 2020  | 12 febbraio 2021     |
| 14 | Who Is Joey Panther?                         | Chi è Joey Panther?                         | 7 febbraio 2020  | 12 febbraio 2021     |
| 15 | Fake News                                    | False notizie                               | 21 febbraio 2020 | 12 febbraio 2021     |
| 16 | Vortex & Night Train                         | Vortice e treno notturno                    | 28 febbraio 2020 | 12 febbraio 2021     |
| 17 | Tailoring Swift                              | Messa in mezzo                              | 6 marzo 2020     | 12 febbraio 2021     |
| 18 | Warm, Thick, and Saucy                       | Caldo, spesso e succoso                     | 13 marzo 2020    | 12 febbraio 2021     |
| 19 | Enter the Dranis                             | Dranis                                      | 20 marzo 2020    | 12 febbraio 2021     |